# Numero necessario da trattare
Il numero necessario da trattare o numero necessario da trattare per ottenere un esito (in sigla NNT dall'inglese number needed to treat), detto anche numero necessario da trattare per un ulteriore risultato benefico (number needed to treat for an additional beneficial outcome, NNTB), è una misura epidemiologica che viene utilizzata per comunicare l'efficacia di un intervento sanitario, in genere un trattamento con farmaci. 
L'NNT è il numero medio di pazienti che devono essere trattati per prevenire un ulteriore esito negativo. È definito come l'inverso della riduzione assoluta del rischio e calcolato come {\displaystyle 1/(I_{u}-I_{e})}, dove {\displaystyle I_{u}} è l'incidenza nel gruppo di controllo (non esposto) ed è l'incidenza nel gruppo trattato (esposto).
Questo calcolo presuppone implicitamente la monotonicità, ovvero che nessun individuo possa essere danneggiato dal trattamento. L'approccio moderno, basato su condizionali controfattuali, permette di rilasciare questa ipotesi e fornisce limiti all'NNT.
Un tipo di dimensione dell'effetto, l'NNT è stato descritto nel 1988 da Laupacis, Sackett e Roberts della McMaster University. Mentre in teoria l'NNT ideale è 1, dove tutti migliorano con il trattamento e nessuno migliora con il controllo, in pratica l'NNT viene sempre arrotondato al numero intero più vicino e quindi anche un NNT di 1,1 diventa un NNT di 2. Un NNT più alto indica che il trattamento è meno efficace.
L'NNT è simile al numero necessario per danneggiare (NNH), dove l'NNT di solito si riferisce a un intervento terapeutico e l'NNH a un effetto dannoso o a un fattore di rischio. Viene utilizzata anche una misura combinata, il numero necessario a trattare per un risultato benefico o dannoso aggiuntivo (NNTB/H).

## Rilevanza
L'NNT è una misura importante nella farmacoeconomia. Se un endpoint clinico è abbastanza grave (ad esempio la morte, un infarto), i farmaci con un NNT elevato possono essere indicati in situazioni particolari. Se l'endpoint è minore, le compagnie assicurative sanitarie statunitensi possono rifiutarsi di rimborsare i farmaci con un NNT elevato. L'NNT è significativo da considerare quando si confrontano i possibili effetti collaterali di un farmaco con i suoi benefici.
Per i farmaci con un NNT elevato, anche una piccola incidenza di effetti avversi può superare i benefici. Anche se l'NNT è una misura importante in una sperimentazione clinica, è raramente incluso negli articoli delle riviste mediche che riportano i risultati delle sperimentazioni cliniche.  Ci sono diversi problemi importanti con l'NNT, che riguardano la distorsione e la mancanza di intervalli di confidenza affidabili, nonché le difficoltà nell'escludere la possibilità che non esista alcuna differenza tra due trattamenti o gruppi.
L'NNT può variare notevolmente nel tempo, e quindi fornire informazioni diverse in funzione del momento specifico del suo calcolo. Snapinn e Jiang hanno mostrato esempi in cui le informazioni fornite dall'NNT possono essere incomplete o addirittura contraddittorie rispetto alle statistiche tradizionali di interesse nell'analisi di sopravvivenza. Una ricerca completa sull'adeguamento dell'NNT per le variabili esplicative e l'adattamento ai risultati dipendenti dal tempo è stata condotta da Bender e Blettner, Austin, e Vancak et al.

## L'NNT in pratica
Ci sono diversi fattori che possono influenzare il significato dell'NNT a seconda della situazione. Il trattamento può essere un farmaco sotto forma di pillola o iniezione, una procedura chirurgica, ecc.. Gli esempi seguenti dimostrano come viene determinato il NNT e cosa significa. In questo esempio, è importante capire che ci sono solo pazienti "malati" che hanno ricevuto il trattamento o no. Questo è tipicamente un tipo di studio che si verificherebbe solo se sia il controllo che il trattamento testato comportassero rischi significativi di danno grave, o se il trattamento fosse immorale per un partecipante sano (ad esempio, farmaci chemioterapici o un nuovo metodo di appendicectomia). La maggior parte delle sperimentazioni farmacologiche testano sia il controllo che il trattamento su partecipanti sani e "malati"; oppure, se lo scopo del trattamento è prevenire una condizione abbastanza comune (un anticoagulante per prevenire un infarto, ad esempio), si può ricorrere a uno studio prospettico. Uno studio che inizia con tutti i partecipanti sani è chiamato studio prospettico, e si contrappone a uno studio retrospettivo, in cui alcuni partecipanti hanno già la condizione in questione. Gli studi prospettici producono evidenze di qualità molto più elevata, ma sono molto più difficili e richiedono molto tempo per essere eseguiti.
Nella tabella sottostante:
- {\displaystyle I_{e}} è la probabilità di non vedere alcun miglioramento dopo aver ricevuto il trattamento (è 1 meno la probabilità di vedere un miglioramento con il trattamento). Questa misura si applica solo al gruppo trattato;
- {\displaystyle I_{u}} è la probabilità di non vedere alcun miglioramento dopo aver ricevuto il controllo (questo è 1 meno la probabilità di vedere un miglioramento con il solo controllo). Questa misura si applica solo al gruppo di controllo (non esposto). Il gruppo di controllo può ricevere un trattamento placebo o, nei casi in cui l'obiettivo è trovare prove che un nuovo trattamento sia più efficace di un trattamento esistente, il gruppo di controllo riceverà il trattamento esistente. Il significato dell'NNT dipende dal fatto che il gruppo di controllo abbia ricevuto un trattamento placebo o un trattamento esistente e, nei casi in cui viene somministrato un trattamento placebo, l'NNT è influenzato anche dalla qualità del placebo (cioè, per i partecipanti, il placebo è completamente indistinguibile dal trattamento testato).

| Descrizione                                                                                       | {\displaystyle I_{e}} | {\displaystyle I_{u}} | NNT  | Interpretazione |
| ------------------------------------------------------------------------------------------------- | --------------------- | --------------------- | ---- | --- |
| Trattamento perfetto, condizione precedentemente non trattabile senza alcun effetto placebo       | 0.0                   | 1.0                   | 1    | Metà dei partecipanti riceve il trattamento e l'altra metà un controllo (che può essere semplicemente un placebo o un trattamento esistente con un'efficacia nota). Ogni persona che riceve il trattamento mostra un miglioramento, che può essere una riduzione o un arresto del peggioramento della condizione, un miglioramento della condizione o una cura completa della condizione. Ogni persona nel gruppo di controllo non mostra alcun miglioramento, quindi la condizione non migliora mai da sola e il controllo non è mai efficace. NNT è 1/(1,0-0,0), che è 1. |
| Trattamento molto efficace con un notevole miglioramento rispetto al controllo                    | 0.1                   | 0.9                   | 1.25 | Per semplicità, verrà utilizzato un numero ridotto di partecipanti, sebbene gli studi scientifici ne richiedano quasi sempre molti di più. Dieci persone ricevono il trattamento e dieci ricevono un controllo. Dei dieci del gruppo trattato, nove mostrano un miglioramento e uno non mostra alcun miglioramento. Nel gruppo di controllo, una persona mostra un miglioramento e nove non ne mostrano. Poiché uno di coloro che hanno ricevuto il controllo ha mostrato un miglioramento senza il trattamento, si dice che uno dei nove del gruppo trattato sarebbe migliorato senza ricevere il trattamento. Pertanto, il risultato di una persona non rappresenta l'evidenza che il trattamento sia migliore del controllo. NNT è 1/(0,9-0,1), che è 1,25. La riduzione del rischio assoluto è 0,9-0,1, pari a 0,8. |
| Trattamento efficace con un miglioramento moderato rispetto al controllo                          | 0.3                   | 0.7                   | 2.5  | Dieci ricevono il trattamento e dieci ricevono un controllo. Nel gruppo trattato, sette mostrano un miglioramento e tre non ne mostrano. Nel gruppo di controllo, tre mostrano un miglioramento e sette non ne mostrano. Pertanto, il trattamento è stato più utile del controllo in quattro casi su dieci (7 trattati migliorati meno 3 controlli migliorati), e non è stato più utile in sei casi su dieci (3 non migliorati nonostante il trattamento, 3 che sarebbero migliorati comunque come visto nel gruppo di controllo). Il NNT è 1/(0,7 – 0,3), ovvero 2,5. |
| Trattamento efficace, ma miglioramento minimo rispetto al controllo                               | 0.4                   | 0.5                   | 10   | Dieci ricevono il trattamento e dieci ricevono un controllo. Nel gruppo di trattamento sei migliorano con il trattamento e quattro no. Nel gruppo di controllo, cinque migliorano e cinque no. Pertanto, il trattamento è stato più utile del controllo solo in uno dei dieci casi (6 trattati migliorati meno 5 controlli migliorati), e non è stato utile in nove su dieci (4 non migliorati nonostante il trattamento, 5 che sarebbero migliorati comunque come accaduto nel gruppo di controllo). Il NNT è 1/(0,5 – 0,4), ovvero 10. |
| Trattamento non molto efficace con scarso miglioramento rispetto al controllo                     | 0.8                   | 0.9                   | 10   | Dieci ricevono il trattamento e dieci ricevono un controllo. Due migliorano con il trattamento e otto no. Nel gruppo di controllo, uno migliora e nove no. Pertanto, il trattamento è stato più utile del controllo solo in uno dei dieci casi e non è stato utile in nove su dieci. NNT è 1/(0,9 – 0,8), cioè 10. |
| Trattamento apparentemente molto efficace, ma con pochi miglioramenti reali rispetto al controllo | 0.1                   | 0.2                   | 10   | Dieci ricevono il trattamento e dieci ricevono un controllo. Nove migliorano con il trattamento e uno no. Nel gruppo di controllo, otto migliorano e due no. Pertanto, il trattamento è stato più utile del controllo solo in uno dei dieci casi, e non è stato utile in nove su dieci. NNT è 1/(0,2 – 0,1), che è 10. |
| Il trattamento è molto efficace ma peggiore del controllo                                         | 0.2                   | 0.1                   | −10  | Dieci ricevono il trattamento e dieci ricevono un controllo. Otto migliorano con il trattamento e due no. Nel gruppo di controllo, nove migliorano e uno no. Pertanto, il trattamento è stato meno utile del controllo in uno dei dieci casi. L'NNT è 1/(0,1 – 0,2), che è -10. Si noti che, anche se il trattamento è stato efficace in otto casi su dieci (solo uno in meno rispetto all'esempio precedente), l'NNT è passato da 10 a -10. Poiché somministrare il trattamento a dieci persone causerebbe il peggioramento di una di queste persone rispetto al caso in cui avesse ricevuto il controllo, l'NNT è -10. Se il controllo è un placebo, somministrare il placebo sembra migliore che somministrare il trattamento.                                                                                       |

### Esempio della vita reale
Lo studio ASCOT-LLA, sponsorizzato dal produttore, ha esaminato i benefici dell'atorvastatina 10 mg (un farmaco per abbassare il colesterolo) in pazienti con ipertensione arteriosa (pressione alta) ma senza precedenti malattie cardiovascolari (prevenzione primaria). Lo studio è durato 3,3 anni e durante questo periodo il rischio relativo di un "evento primario" (infarto) è stato ridotto del 36% (riduzione del rischio relativo, RRR). La riduzione del rischio in assoluto (RRA), tuttavia, è stata molto più contenuta, poiché il gruppo di studio non ha registrato un tasso molto elevato di eventi cardiovascolari nel periodo di studio: 2,67% nel gruppo di controllo, rispetto all'1,65% nel gruppo di trattamento. L'assunzione di atorvastatina per 3,3 anni, quindi, porterebbe a un RAR di solo l'1,02% (2,67% meno 1,65%). Il numero di pazienti da trattare per prevenire un evento cardiovascolare sarebbe quindi 98,04 per 3,3 anni.

## Approccio moderno all'NNT
L'approccio moderno definisce letteralmente l'NNT come il numero di pazienti che è necessario trattare (in media) prima di salvarne uno. Tuttavia, poiché il "salvataggio" è un concetto controfattuale (un paziente deve guarire se viene trattato e non guarire se non viene trattato), la logica dei controfattuali deve essere invocata per stimare questa quantità da studi sperimentali o osservazionali.[17]
La probabilità di "salvataggio" è collegata alla Probabilità di Necessità e Sufficienza (PNS), dove .[18] Una volta stimata la PNS, l'NNT è dato come {\displaystyle {\text{PNS}}=P({\text{Recupero se e solo se trattato}})}. Tuttavia, a causa della natura controfattuale del PNS, da un RCT è possibile calcolare solo dei limiti, piuttosto che una stima precisa. Tian e Pearl hanno ricavato limiti ristretti sul PNS, basati su più fonti di dati, e Pearl ha dimostrato che una combinazione di dati osservazionali e sperimentali può talvolta far collassare i limiti in una stima puntuale. Mueller e Pearl forniscono un'interpretazione concettuale di questo fenomeno e ne illustrano l'impatto sulle decisioni sia individuali che dei decisori politici.

## Numero di vaccinazioni necessarie
Il numero di vaccinazioni necessarie (in inglese: Number Needed to Vaccinate, NNV) è una metrica utilizzata nella valutazione dei vaccini contro le malattie infettive, e nella determinazione della politica di vaccinazione. È definito come il numero medio di pazienti che devono essere vaccinati per prevenire un caso di malattia. È un'applicazione specifica del numero necessario da trattare (Number Needed to Treat, NNT).
Il NNV è l'inverso della riduzione assoluta del rischio del vaccino. Se l'incidenza nella popolazione vaccinata è {\displaystyle I_{e}} e l'incidenza nella popolazione non vaccinata è {\displaystyle I_{u}}, allora il NNV è {\displaystyle 1/(I_{u}-I_{e})}.
Il NNV può essere utilizzato per riportare i risultati di simulazioni al computer di diverse strategie di vaccinazione.